# Jüdische Gemeinde Günzburg

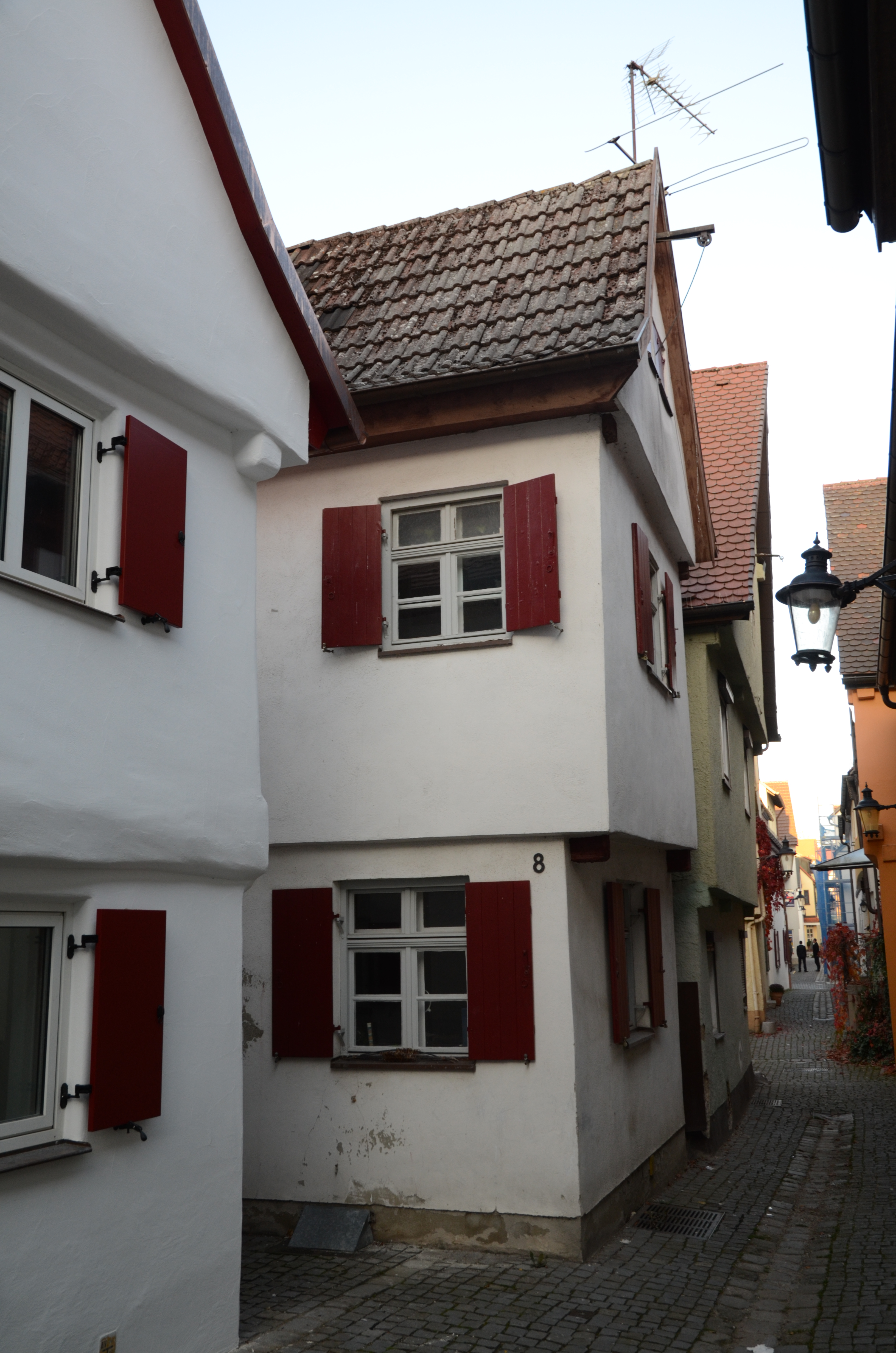
Münzgasse in Günzburg, ehemalige Judengasse

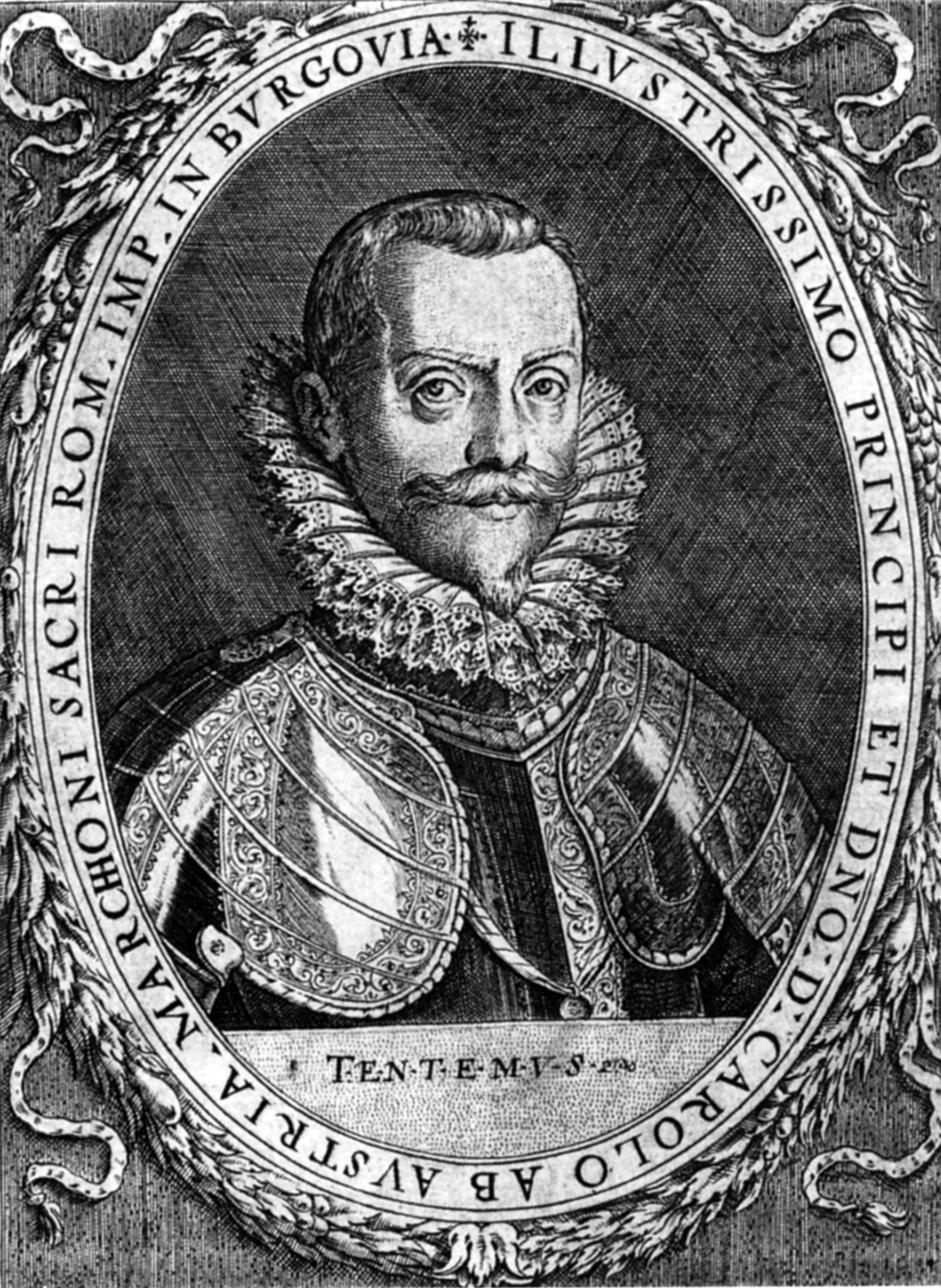
Markgraf Karl von Burgau, Kupferstich von Domenico Custos, nach 1606

Die Geschichte der jüdischen Gemeinde in Günzburg, der Kreisstadt des schwäbischen Landkreises Günzburg in Bayern, begann im späten Mittelalter und endete mit der Ausweisung der Juden im Jahr 1617.

## Geschichte
Die Ansiedlung von Juden in der habsburgischen Markgrafschaft Burgau wurde von der Landesherrschaft geduldet. Im Jahr 1475 erhielt der Jude Symon Leib zeitweise das Bürgerrecht in Günzburg. In der zweiten Hälfte des 16. Jahrhunderts erlebte die jüdische Gemeinde ihren wirtschaftlichen Höhepunkt. Das Wohnviertel der Juden lag am Rande der Altstadt in der heutigen Münzgasse und Eisenhausgasse, wo auch die Synagoge stand.
Um 1560 verließ der Jude Simon Günzburg, der wichtigste Kreditgeber der Region, die Stadt, um sich in Frankfurt am Main niederzulassen. Günzburg war ein Finanzzentrum, das aber durch Kredit- und Pfandleihverbote der umliegenden Herrschaften wie des Klosters Wettenhausen behindert wurde. Markgraf Karl von Burgau erließ 1616 eine Anordnung, dass die Zinsen nicht über zehn Prozent pro Jahr liegen durften. Da das Risiko der jüdischen Kreditgeber sehr hoch war, lag damit der Zinssatz unterhalb der Rentabilität.
Im Jahr 1617 erfolgte durch den Markgrafen Karl auf Drängen der Günzburger Bürgerschaft die Ausweisung aller Juden aus der Residenzstadt Günzburg. Dadurch erlebten die umliegenden Orte wie Ichenhausen, Hürben, Neuburg an der Kammel und Thannhausen einen erheblichen Zuzug von Juden.
Da der Günzburger Stadtamtmann sowie der Zolleinnehmer weiterhin an Einnahmen aus den Geschäften der Juden interessiert waren, wurden sie als Händler an den Wochen- und Jahrmärkten geduldet.
Die Zahl der im 19. und beginnenden 20. Jahrhundert in Günzburg lebenden jüdischen Bewohner war sehr gering. Heute erinnert in der Stadt nichts mehr an die vor Jahrhunderten bedeutende jüdische Gemeinde.